# Liste der Biografien/Kosm
Liste der Biografien |
Portal Biografien |
Personensuche
# |
A |
B |
C |
D |
E |
F |
G |
H |
I |
J |
K |
L |
M |
N |
O |
P |
Q |
R |
S |
T |
U |
V |
W |
X |
Y |
Z |
?
 
Ka |
Kb |
Kc |
Kd |
Ke |
Kf |
Kg |
Kh |
Ki |
Kj |
Kl |
Km |
Kn |
Ko |
Kp |
Kr |
Ks |
Kt |
Ku |
Kv |
Kw |
Ky |
Kx |
Kz
 
Koa |
Kob |
Koc |
Kod |
Koe |
Kof |
Kog |
Koh |
Koi |
Koj |
Kok |
Kol |
Kom |
Kon |
Koo |
Kop |
Kor |
Kos |
Kot |
Kou |
Kov |
Kow |
Kox |
Koy |
Koz
 
Kosa |
Kosb |
Kosc |
Kose |
Kosg |
Kosh |
Kosi |
Kosj |
Kosk |
Kosl |
Kosm |
Kosn |
Koso |
Kosp |
Koss |
Kost |
Kosu |
Kosv |
Kosy |
Kosz
Die Liste der Biografien führt alle Personen auf, die in der deutschsprachigen Wikipedia einen Artikel haben. Dieses ist eine Teilliste mit 38 Einträgen von Personen, deren Namen mit den Buchstaben „Kosm“ beginnt.

## Kosm

### Kosma
- Kosma, Joseph (1905–1969), ungarischer KomponistJoseph Kosma (1905–1969)

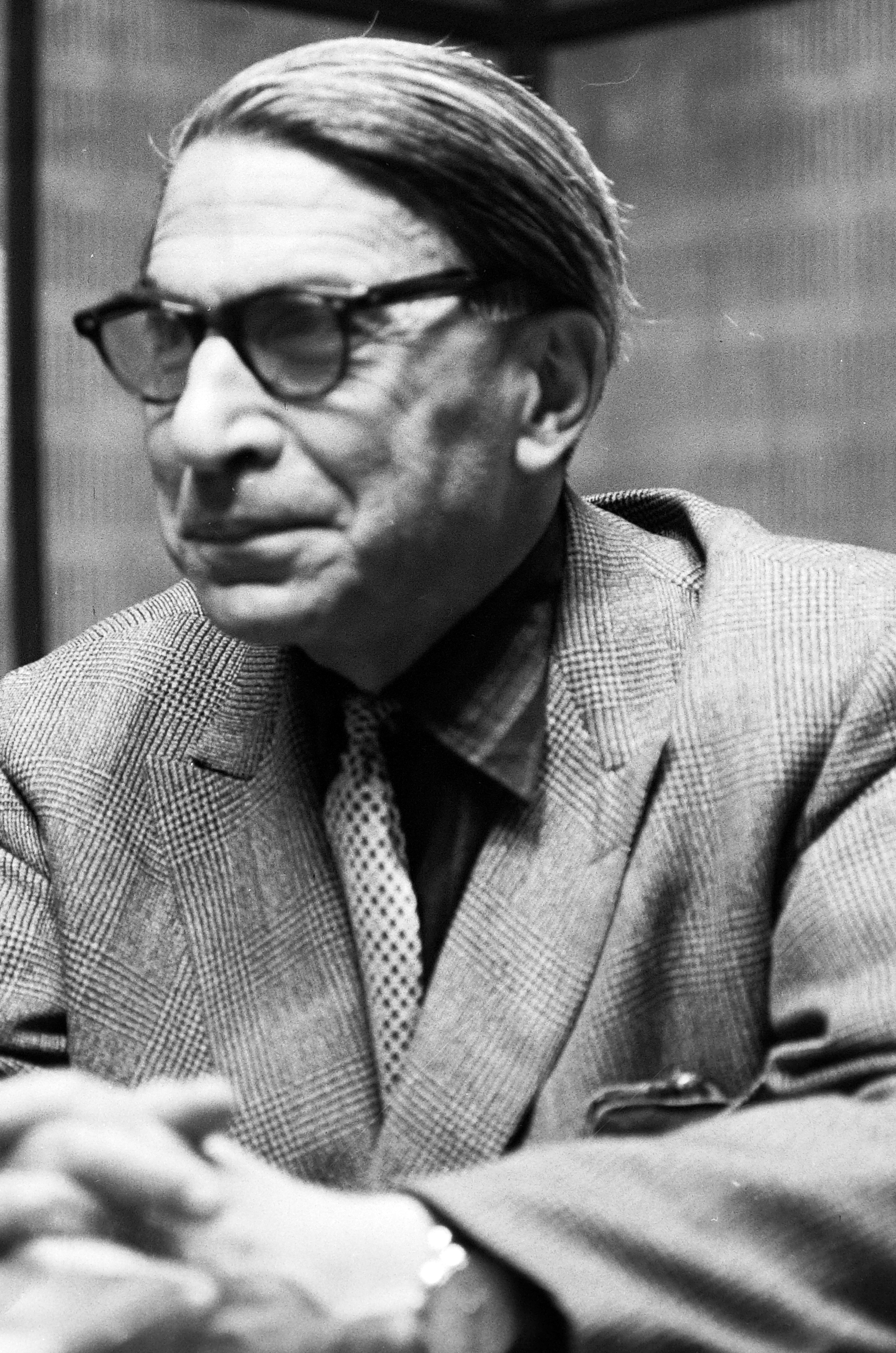
Joseph Kosma (1905–1969)

- Kosma, Thomas (* 1969), österreichischer Künstler
- Kosmač, Ciril (1910–1980), jugoslawischer Schriftsteller
- Kosmač, Tomaž (* 1965), slowenischer Schriftsteller
- Kosmachuk, Scott (* 1994), kanadischer Eishockeyspieler
- Kosmačovs, Jevgēņijs (* 1988), lettischer Fußballspieler
- Kosmala, Hans (1903–1981), deutscher Theologe, Judaist und Semitist
- Kosmala, Libby (* 1942), australische Schwimmerin und Sportschützin
- Kosmalla, Jessica (* 1961), deutsche Schauspielerin
- Kosmalla, John (* 1965), deutscher Fernsehmoderator
- Kosman, Aryeh (1935–2021), US-amerikanischer Philosoph und Philosophiehistoriker
- Kosmanek, Kurt (* 1940), deutscher Fußballspieler
- Kosmann, Bernhard (1840–1921), preußischer Bergbeamter
- Kosmann, Johann Wilhelm Andreas (1761–1804), preußischer Philosoph und Hochschullehrer
- Kosmann, Rolf (* 1953), deutscher Fußballspieler
- Kosmann, Wilhelm Albert (1802–1875), deutscher Jurist, Richter am Bundesoberhandelsgericht
- Kosmann-Schwarzbach, Yvette (* 1941), französische Mathematikerin
- Kosmas (Mosaizist II), spätantiker Mosaizist
- Kosmas (Mosaizist), spätantiker Mosaizist
- Kosmas († 727), byzantinischer Gegenkaiser in Thessalien
- Kosmas I., Patriarch von Konstantinopel
- Kosmas Indikopleustes, griechischer Schriftsteller und Reisender
- Kosmas von Ätolien (1714–1779), griechischer Wanderprediger und orthodoxer Heiliger
- Kosmas, Suzanne (* 1944), US-amerikanische Politikerin
- Kosmata, Arno (* 1963), österreichischer Politiker (SPÖ), Abgeordneter zum Salzburger Landtag
- Kosmatin, Josip (1897–1961), jugoslawischer Radrennfahrer
- Kosmatschow, Dmitri Jewgenjewitsch (* 1985), russischer Eishockeyspieler

### Kosme
- Kosmehl, Guido (* 1975), deutscher Politiker (FDP), MdL
- Kosmehl, Helmut (* 1944), deutscher Handball-Nationalspieler und Fußballtrainer
- Kosmeli, Michael (1773–1844), deutscher Schriftsteller

### Kosmi
- Kosmina, John (* 1956), australischer Fußballspieler und -trainer
- Kosminin, Sergei Michailowitsch (* 1964), russischer Judoka
- Kosminski, Aaron (1865–1919), Mutmaßlicher Serienmörder
- Kosminski, Burkhard C. (* 1961), deutscher Regisseur und Schauspieler

### Kosmo
- Kosmo, Jørgen (1947–2017), norwegischer Politiker (Arbeiderpartiet), Mitglied des Storting
- Kosmodemjanskaja, Soja Anatoljewna (1923–1941), sowjetische PartisaninSoja Anatoljewna Kosmodemjanskaja (1923–1941)

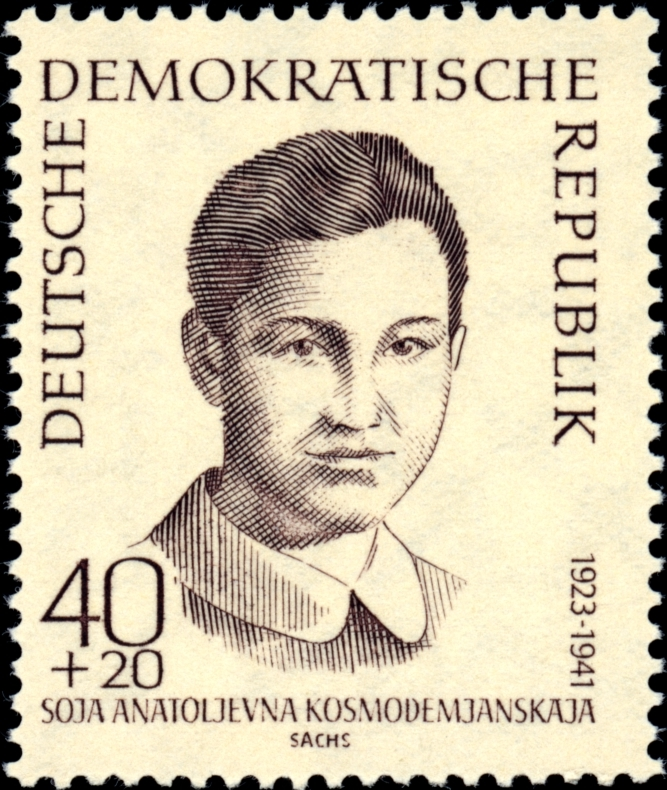
Soja Anatoljewna Kosmodemjanskaja (1923–1941)

- Kosmodemjanski, Alexander Anatoljewitsch (1925–1945), sowjetischer Offizier
- Kosmodemjanski, Arkadi Alexandrowitsch (1909–1988), russischer Physiker, Wissenschaftshistoriker und Hochschullehrer